# Mr. Turner
Mr. Turner é um filme de drama teuto-franco-britânico de 2014 dirigido e escrito por Mike Leigh. Estrelado por Timothy Spall, Paul Jesson, Marion Bailey, Lesley Manville e Martin Savage, estreou no Festival de Cannes em 15 de maio de 2014, ocasião em que Spall venceu o prêmio de melhor ator.
A obra segue os últimos vinte e cinco anos da vida e carreira do pintor William Turner (1775–1851). Na edição do Oscar de 2015, foi indicado a quatro categoria: melhor fotografia, melhor figurino, melhor trilha sonora e direção de arte.

## Elenco
- Timothy Spall - Joseph Mallord William Turner
- Dorothy Atkinson - Hannah Danby
- Marion Bailey - Sophia Booth
- Paul Jesson - William Turner, pai
- Lesley Manville - Mary Somerville
- Martin Savage - Benjamin Haydon
- Ruth Sheen - Sarah Danby
- Sandy Foster - Evalina Dupois
- Amy Dawson - Georgiana Thompson
- Joshua McGuire - John Ruskin
- Fenella Woolgar - Elizabeth Eastlake
- James Fleet - John Constable
- Karina Fernandez - Miss Coggins
- Karl Johnson - Capitão Booth
- Kate O'Flynn - Eliza
- Tom Wlaschiha - Alberto de Saxe-Coburgo-Gota
- Sinead Matthews - Rainha Vitória
- Richard Bremmer - George Jones
- David Horovitch - Dr. Price
- Peter Wight - Joseph Gillott
- Jamie Thomas King - David Roberts
- Roger Ashton-Griffiths - Henry William Pickersgill
- Simon Chandler - Augustus Wall Callcott
- Mark Stanley - Clarkson Frederick Stanfield
- Leo Bill - John Jabez Edwin Mayall
- Clive Francis - Martin Archer Shee
- Edward de Souza - Thomas Stothard